# Deal or No Deal
Deal or No Deal är ett format för underhållningsprogram som ägs av det nederländska företaget Endemol. Formatet hade premiär i Australien på Seven, men har senare spritt sig över flera länder i hela världen. Programmets namn kommer från den engelska frågan "Deal or No Deal" som deltagarna får när de får ett erbjudande från bankchefen.

## Internationella varianter
| Land           | Lokalt namn                                 | TV-kanal           | Premiär          | Programledare     |
| -------------- | ------------------------------------------- | ------------------ | ---------------- | ----------------- |
| Australien     | Deal or No Deal                             | Seven Network      | 2003             | Andrew O'Keefe    |
| Finland        | Ota tai jätä                                | Nelonen            | Januari 2007     |                   |
| Frankrike      | À prendre ou à laisser                      | TF1                | Januari 2004     |                   |
| Georgien       | Va-banki (ვა-ბანკი)                         | Rustavi 2          | 11 november 2008 | Misja Msjvildadze |
| Indien         | Deal Ya No Deal                             |                    | 23 november 2005 |                   |
| Israel         |                                             | Sony Entertainment |                  | Moran Atias       |
| Italien        | Affari tuoi                                 | Rai Uno            | 13 oktober 2003  | Max Giusti        |
| Mexiko         | Vas o no vas                                | Televisa           |                  | Héctor Sandarti   |
| Nederländerna  | Miljoenenjacht                              | RTL 4              | 2001             | Linda de Mol      |
| Polen          | Grasz czy nie grasz                         | Polsat             | 1 oktober 2005   | Zygmunt Chajzer   |
| Spanien        | Trato hecho                                 | Telecinco          |                  |                   |
| Storbritannien | Deal or No Deal                             | Channel 4          | 31 oktober 2005  | Noel Edmonds      |
| Sverige        | Deal or No Deal                             | TV4                | 25 mars 2006     | Martin Timell     |
| Tyskland       | Deal or no Deal - Die Show der Glückspirale | Sat.1              | 2005             | Guido Cantz       |
| Turkiet        | Deal or no Deal - Var mısın? Yok musun?     | Show TV            | 2007             | Acun Ilıcalı      |
| USA            | Deal or No Deal                             | NBC                | 19 december 2005 | Howie Mandel      |

I Venezuela sänds "La gran Boloña" av Venevisión med Guillermo González som programledare och har samma format. Huruvida detta är licensierat eller inte framgår ej.

## Format
Programmet går ut på att en deltagare ska vinna pengar genom att välja en högt värderad väska av 20 väskor, som alla innehåller varsin distinkta summa, där den högst värderade väskan innehåller 1 miljon av den lokala valutan, eller eliminera väskor för att få ett så bra erbjudande från bankchefen som möjligt. Omgången inleds med att deltagaren väljer den väska denne tror innehåller den största summan. Därefter följer serier av väskeöppningar där deltagaren vid varje öppning vill välja den väska som innehåller den lägsta kvarvarande summan för att få ett så högt erbjudande från bankchefen som möjligt. Första serien öppnas sju väskor. För varje serie minskar antalet väskeöppningar tills nästa erbjudande, tills deltagaren bara ska välja en väska innan nästa erbjudande. Efter varje avslutad serie kommer bankchefen med ett erbjudande, och det är då upp till deltagaren att bestämma om denne vill ta erbjudandet och gå därifrån med den summan eller fortsätta spela. Det sista bankerbjudandet kommer när det bara är två väskor kvar. Nekar deltagaren detta erbjudande måste personen bestämma om denne vill behålla sin väska eller byta den mot den andra; innehållet i denna väska blir då deltagarens vinstsumma.